# SMS Elbing
Lo SMS Elbing fu un incrociatore leggero della Kaiserliche Marine tedesca, entrato in servizio nel settembre 1915 come seconda e ultima unità della classe Pillau.
Costruita inizialmente nei cantieri tedeschi per conto dell'Impero russo, la nave fu requisita dalla Germania all'inizio della prima guerra mondiale entrando in servizio con la Hochseeflotte; l'unità partecipò a solo due importanti azioni di guerra, il bombardamento di Yarmouth e Lowestoft e la battaglia dello Jutland il 1º giugno 1916, durante la quale finì per affondare dopo essere stata accidentalmente speronata dalla nave da battaglia SMS Posen.

## Storia
L'unità fu impostata nei cantieri della Schichau-Werke di Danzica nel 1913 per conto della Voenno-morskoj flot russa, in seno alla quale sarebbe dovuta entrare in servizio con il nome di Admiral Nevelskoy; dopo l'inizio delle ostilità tra Germania e Impero russo, tuttavia, il 5 agosto 1914 la nave fu requisita dai tedeschi e riassegnata alla Kaiserliche Marine, venendo varata il 21 novembre seguente con il nome di Elbing in onore dell'omonima città tedesca (oggi Elbląg in Polonia). La nave entrò poi in servizio nella Hochseeflotte il 4 settembre 1915, venendo assegnata in forza al II Gruppo da esplorazione (II. Aufklärungsgruppe).
Il 9 novembre 1915, durante alcune manovre in mare, lo Elbing entrò in collisione con una torpediniera riportando alcuni danni a poppa; dopo le riparazioni e un periodo di prove in mare, l'incrociatore fu inviato nel mar Baltico e tra il 5 e il 6 dicembre, insieme all'incrociatore SMS Augsburg e ad alcune torpediniere e dragamine, partecipò a una missione di posa di mine navali al largo di Lyserort nell'odierna Lettonia. Ritornata in forza al II. Aufklärungsgruppe, la nave partecipò ad alcune sortite nel Mare del Nord senza entrare in contatto con il nemico; tra il 24 e il 25 aprile 1916, invece, lo Elbing e le altre unità del suo gruppo accompagnarono gli incrociatori da battaglia del I. Aufklärungsgruppe durante una missione di bombardamento delle coste orientali dell'Inghilterra: sulla rotta di avvicinamento a Lowestoft, lo Elbing e il pari tipo Rostock individuarono la Harwich Force, una formazione della Royal Navy britannica forte di tre incrociatori leggeri e diciotto cacciatorpediniere, in rotta di avvicinamento alla formazione tedesca da sud. L'ammiraglio Friedrich Boedicker, comandante della formazione tedesca, ordinò agli incrociatori da battaglia di continuare la missione di bombardamento mentre lo Elbing e i cinque incrociatori leggeri del II. Aufklärungsgruppe ingaggiavano le navi britanniche: le due formazioni si scontrarono a partire dalle 05:30, cannoneggiandosi a lunga distanza finché verso le 05:47 non comparvero sulla scena gli incrociatori da battaglia tedeschi, fatto che spinse lo squadrone britannico a ritirarsi a forte velocità. Un incrociatore leggero e un cacciatorpediniere britannici furono danneggiati dal tiro tedesco prima che Boedicker ordinasse di rompere il contatto dopo aver ricevuto rapporti che segnalavano la presenza in zona di sommergibili nemici.
Nelle prime ore del 31 maggio 1916 lo Elbing salpò con il resto della Hochseeflotte, comandata dall'ammiraglio Reinhard Scheer, per una grande sortita contro il traffico navale britannico nel Mare del Nord, innescando gli eventi che avrebbero portato alla battaglia dello Jutland. Sempre in forza al II. Aufklärungsgruppe, che con il I. Aufklärungsgruppe precedeva il corpo centrale della flotta con un ruolo di esplorazione, lo Elbing individuò alle 15:00 il mercantile danese N. J. Fjord; l'incrociatore inviò un paio di cacciatorpediniere a investigare sull'identità della nave, sulla quale però si stavano contemporaneamente avvicinando anche due incrociatori leggeri britannici, lo HMS Galatea e lo HMS Phaeton, avanguardia della Grand Fleet uscita in mare per contrastare i tedeschi: i due incrociatori avvistarono i cacciatorpediniere tedeschi e aprirono il fuoco su di loro poco prima delle 15:30. Lo Elbing intervenne in supporto dei cacciatorpediniere, aprendo il fuoco verso le 15:32 e mettendo rapidamente a segno sull'incrociatore Galatea un colpo d'artiglieria che tuttavia non esplose; i britannici invertirono la rotta e diressero verso nord incontro al 1st Battlecruiser Squadron, inseguiti dallo Elbing e dagli incrociatori SMS Frankfurt e SMS Pillau che tuttavia dovettero cessare il tiro verso le 16:17 perché il nemico era ormai fuori tiro. Circa quindici minuti più tardi, i tre incrociatori tedeschi aprirono il fuoco su un idrovolante britannico decollato dalla nave appoggio HMS Engadine: il velivolo non fu colpito, ma dovette allontanarsi a causa di un guasto al motore che lo costrinse poi ad ammarare; le navi tedesche rientrarono poi nella posizione loro assegnata, in testa alla formazione degli incrociatori da battaglia.
Verso le 18:30, lo Elbing aprì il fuoco sull'incrociatore leggero HMS Chester: insieme alle altre navi della sua formazione, l'unità tedesca mise a segno diversi colpi sull'unità nemica. Intervennero quindi i tre incrociatori da battaglia britannici dell'ammiraglio Horace Hood, contro cui lo Elbing e il Frankfurt lanciarono un siluro a testa senza tuttavia registrare centri; lo Elbing fu cannoneggiato dagli incrociatori britannici a lunga distanza, ma non riportò danni.. Intorno alle 20:15 lo Elbing perse i suoi motori sul lato di sinistra a causa di problemi ai condensatori delle sue caldaie, dovendo così limitare la sua velocità massima a 20 nodi per le successive quattro ore.
Scesa la notte, il II. Aufklärungsgruppe ricevette l'ordine di posizionarsi in testa alla formazione tedesca unitamente agli incrociatori da battaglia SMS Seydlitz e SMS Moltke: lo Elbing continuava ad avere problemi alle sue caldaie e ciò gli impedì di sviluppare la velocità necessaria per raggiungere la posizione assegnatagli, finendo per aggregarsi al IV. Aufklärungsgruppe più indietro. Alle 23:15 lo Elbing e lo SMS Hamburg avvistarono l'incrociatore britannico HMS Castor e diversi cacciatorpediniere; le navi tedesche lanciarono segnali di riconoscimento utilizzati anche dalle navi britanniche, riuscendo ad avvicinarsi fino a 1.000 metri di distanza prima di aprire il fuoco sul nemico: il Castor fu colpito sette volte e incendiato, spingendo i britannici a ritirarsi dietro il lancio di una salva di siluri, uno dei quali passo sotto lo Elbing senza esplodere. Mentre questo scontro era in corso sopraggiunsero gli incrociatori britannici del 2nd Light Cruiser Squadron: lo Elbing fu raggiunto da un colpo di artiglieria che distrusse la sua stazione radio di bordo uccidendo quattro membri dell'equipaggio e ferendone altri dodici.
Poco dopo la mezzanotte, la flotta tedesca incappò in uno schermo di cacciatorpediniere britannici; lo Elbing stava procedendo in quel momento sul lato di sinistra della linea delle navi da battaglia tedesche insieme agli incrociatori leggeri Hamburg e Rostock. La dreadnought SMS Westfalen, la prima unità della linea da battaglia tedesca, aprì il fuoco sui britannici subito imitata dallo Elbing e da altre unità; i cacciatorpediniere britannici lanciarono una salva di siluri, obbligando lo Elbing e gli altri due incrociatori a virare verso dritta per evitarli: ciò pose gli incrociatori direttamente sulla rotta della linea di navi da battaglia tedesche. Lo Elbing tentò di passare nello spazio tra la SMS Nassau e la SMS Posen, ma il comandante di quest'ultima non riuscì a evitare una collisione tra le due navi: nonostante la Posen avesse virato bruscamente verso destra, colpì lo scafo dello Elbing sul lato di dritta. L'incrociatore riportò una falla sulla linea di galleggiamento da dove l'acqua si riversò nella sala macchine di dritta; la nave assunse ben presto un'inclinazione di 18°, che consentì all'acqua di penetrare anche nella sala macchine di sinistra. Con entrambi i motori bloccati, il vapore iniziò a condensare nei tubi il che mise fuori uso i generatori, lasciando la nave senza energia elettrica: lo sbandamento fu in parte corretto grazie all'allagamento dei locali macchine di sinistra, ma sebbene la nave non rischiasse un immediato affondamento essa risultava ormai completamente immobilizzata.
Alle 02:00 il cacciatorpediniere S53 si affiancò allo Elbing e trasse a bordo 477 membri del suo equipaggio, lasciando sull'incrociatore solo il comandante e un piccolo gruppo di ufficiali e marinai: questi issarono un'improvvisata vela nel tentativo di portare la nave più vicina alla costa tedesca, ma verso le 03:00 fu segnalato l'avvicinarsi di cacciatorpediniere britannici da sud e fu dato quindi l'ordine di autoaffondare l'unità. Il resto dell'equipaggio dello Elbing salì a bordo di un cutter, che più tardi prese a bordo un sopravvissuto del cacciatorpediniere britannico HMS Tipperary da poco affondato; intorno alle 07:00 un peschereccio olandese individuò il cutter dei tedeschi e portò tutti i suoi occupanti in salvo nei Paesi Bassi.